# Kornelius Burgund
Kornelius Burgund (ur. 31 sierpnia 1771 we Wrocławiu, zm. 11 października 1825 w Braniewie) – niemiecki duchowny katolicki, norbertanin, pedagog, pierwszy i wieloletni dyrektor Seminarium Nauczycielskiego w Braniewie.

## Życiorys
Kornelius Burgund urodził się w 1771 roku we Wrocławiu. W 1791 roku wstąpił do zakonu norbertanów, opartego na regule św. Augustyna z Hippony. W 1795 przyjął święcenia kapłańskie. Po wystąpieniu z zakonu, w 1801 roku rozpoczyna studia pedagogiczne w Berlinie. Podróżował po Europie w celu zapoznawania się z systemem nauczania w gimnazjach na Śląsku, w Saksonii i w Marchii. 
W 1804 roku został dyrektorem seminarium nauczycielskiego w Łowiczu, który po drugim rozbiorze Polski znalazł się pod panowanie Prus. Jako rektor seminarium nauczycielskiego w Łowiczu przedstawił koncepcję szkoły niedzielnej oraz określił jej przeznaczenie. Początek zajęć szkoły niedzielnej dla uczniów wyznaczył już na godzinę 4.00 w semestrze letnim oraz na 5.00 w semestrze zimowym. Zajęcia trwały do godziny 21.00. Program zajęć przewidywał m.in. ok. 6-8 godzin lekcji, trzy godziny pracy własnej, prace w ogrodzie, zajęcia w „szkółce wzorowej”, posiłki, krótki odpoczynek i czas na higienę osobistą. Burgund był też autorem wielu projektów i memoriałów w sprawach organizacji szkolnictwa elementarnego oraz zawodowego na terenie Księstwa Warszawskiego.
Kornelius Burgund w swoim wystąpieniem do Izby Edukacyjnej usiłował przekonać władze pruskie o potrzebie kształcenia dziewcząt w miastach, takie podejście służyć miało wychowaniu użytecznych dla społeczeństwa obywateli. 27 lutego 1808 przedstawił projekt wzorcowej szkoły miejskiej pt. Projekt względem urządzenia seminarium nauczycielskiego w Łowiczu. Nie uważał, żeby nauka prowadzona w systemie koedukacyjnym niosła ze sobą niebezpieczeństwo zepsucia moralnego.           
Na prośbę Izby Edukacyjnej, Burgund przedstawił bardziej szczegółowe uwagi dotyczące urządzenia szkół miejskich. W jego projekcie szkoły niedzielne były przeznaczone dla młodzieży powyżej 14 roku życia, ponieważ był to wiek, w którym zwykle opuszczała ona szkołę i szła do pracy.
Po przeniesieniu przez władze pruskie do Braniewa zorganizował braniewski oddział królewieckiej organizacji Tugendbund (Związek Cnoty), kładącej nacisk na rozwój fizyczny i szkolenie wojskowe. Gdy związek pod naciskiem Napoleona rozstał rozwiązany, został współzałożycielem i pierwszym dyrektorem Seminarium Nauczycielskiego w Braniewie, które zostało otwarte 2 lipca 1811 roku. Choć szkoła miała charakter katolicki, Burgund starał się w niej wcielać idee rozwiązanego Tugendbundu.
Kornelius Burgund był również twórcą i redaktorem pierwszej gazety warmińskiej „Braunsberger Wochenblatt”, która była redagowana w duchu oświecenia. Pierwszy jej numer ukazał się 1 czerwca 1809 roku. Czasopismo to utrzymało się na rynku niestety tylko przez dwa lata.
Kornelius Burgund zmarł w wieku 54 lat w Braniewie. Odmówiono mu jednak pochówku na cmentarzu kościelnym, gdyż mimo święceń kapłańskich po opuszczeniu życia zakonnego wstąpił w związek małżeński. Rząd pruski wytoczył o to proces proboszczowi braniewskiego kościoła św. Katarzyny, ks. Schröterowi, oskarżając go o naruszenie pokoju religijnego. Proces ten ostatecznie wygrał proboszcz, co świadczyło o niezawisłości sądu od rządu w państwie pruskim.